# 烏科區
烏科區（西班牙語：Distrito de Uco），是秘魯的一個區，位於該國北部安卡什大區的瓦里省，面積53.61平方公里，海拔高度3,336米，2005年人口1,648，人口密度為每平方公里31人。